# Ja — zombi
Ja – zombi (engl. iZombie) američka je televizijska serija koju su osmislili Rob Tomas i Dajana Ruđero-Rajt za televizijsku mrežu Si-Dablju. Serija je zasnovana na istoimenom stripu Krisa Robersona i Majkla Alreda, koji je objavio DC komiks pod Vertigo obeležjem. Prva epizoda serije je premijerno prikazana 17. marta 2015. prikazivana je pet sezona, a zadnja epizoda je emitovana 1. avgusta 2019. godine.
Serija prati avanture lekarke Olivije Liv Mur, koja od kada je postala zombi, radi u mrtvačnici i pomaže u rešavanju ubistava.

## Fabula
Medicinski stažista iz Sijetla Olivija „Liv” Mur se pretvorila u zombija tokom žurke na brodu. Zbog toga ona napušta karijeru i raskida sa verenikom, na razočaranje i zbunjenost porodice. Otkriva da, ukoliko povremeno ne zadovolji novi apetit za ljudskim mozgovima, pretvoriti u stereotipnog zombija. Umesto da se hrani ubijajući nevine ljude, Liv odlučuje da se zaposli u mrtvačnici okruga King i svoje apetite zadovolji mozgovima leševa na kojima radi autopsiju. Njenu tajnu otkriva njen šef, dr. Ravi Čakrabarti. Ravi ubrzo postaje Olivijin prijatelj i poverenik, i kao naučnik, intrigiran njenim stanjim.
Liv otkriva da kad god pojede mozak mrtve osobe, ona privremeno nasledi neke od njihovih osobina i veština, kao i povremene vizije iz njihovih života. U slučaju žrtve ubistva čiji je mozak konzumirala, vizije nude tragove ka nalaženju ubice.
Liv se odlučuje da koristi nove sposobnosti u rešavanju zločina kao pomoćnik policijskom detektivu Klajvu Babinu. Iako na početku prolazi sa predstavljanjem sebe kao vidovnjaka, Klajv vremenom saznaje istinu o njoj i o zombijima. U međuvremenu Ravi radi na pronalasku leka za Oliviju, u nadi da ce jednog dana moći da nastavi svoj normalni život.
Tokom prvih nekoliko sezona broj zombija u Sijetlu se postepeno povećava, dok razne frakcije pokušavaju da prikriju njihovo postojanje. Na kraju treće sezone, privatna vojna kompanija pod vođstvom zombija inficira hiljade ljudi u Sijetlu virusom zombija i nameće gradu ratni zakon kako bi stvorio sigurno utočište za zombije. Poslednje dve sezone bave se borbama i sukobima u tim uslovima. Liv postaje vođa operacije krijumčarenja ljudi, koja u Sijetl dovodi ljude koji žele postati zombiji.

## Glumačka postava
- Rouz Mekajver kao Olivija Liv Mur: Bivši medicinski stažista koja je postala zombi tokom žurke na brodu na kojoj su ljudi uzimali novu sintetičku drogu zvanu Utopijum dok su konzumirali energetsko piće Maks Rejdžer. Ona radi kao asistent patologa u mrtvačnici okruga King da bi imala pristup ljudskim mozgovima, koje mora da konzumira redovno da bi održala svoju ljudskost i ublažila svoju glad. Doživljava vizije događaja koje su se desile osobama čiji mozak konzumira, i privremeno preuzme osobine i veštine tih ljudi. Kroz vizije Liv koristi njene moći da donese pravdu žrtvama i pomogne policiji Sijetla hvatajući ubice. U četvrtoj sezoni ona dobija nadimak „Renegejd”, jer nastoji pomoći drugim zombijima krijumčareći ih u i izvan grada.[6]
- Malkom Gudvin kao Klajv Babino: Policijski detektiv grada Sijetla, prebačen na odeljenje za ubistva, dobija Olivijinu pomoć u rešavanju zločina. Olivija i Ravi tvrde da je ona vidovita kako bi objasnili njena znanja o žrtvama, ali Klajv vremenom saznaje istinu o njoj. Uz Olivijinu pomoć, Klajv rešava mnoge slučajeve u neverovatno efikasnom i sigurnom stilu, sa nadom da će jednog dana dobiti unapređenje u kapetana. U vezi je sa bivšim agentom koja je postala policajka Dejl Bozio.[7]
- Rahul Kohli kao Ravi Čakrabarti: Patolog, Olivijin prijatelj, i Mejdžorov cimer. Zna Olivijinu tajnu i pomaže joj da je sakrije, izrazio je interes da nađe lek za njeno stanje. On je radio u Centru za bolesti, kontrolu i prevenciju ali je dobio otkaz zbog opsesije za spremanje od napada bioloskim oružjem. U četvrtoj sezoni i on postaje zombi dok eksperimentiše na sebi da bi razvio zombi vakcinu.[7]
- Robert Bakli kao Mejdžor Lilivajt: Livin bivši verenik, sa kojom je prekinula vezu kako bi sprečila da ga ne zarazi svojim stanjem. Prve sezone radio je kao socijalni radnik u lokalnom tinejdžerskom centru. U drugoj sezoni su ga ucenjivali da radi za Maks Rejdžer, a u trećoj i četvrtoj sezoni radi za Filmor-Grejvs, i postaje komandant organizacije nakon smrti svog prethodnika Čejsa Grejvsa.[6]
- Dejvid Anders kao Blejn „DeBirs” MekDono: Diler droge koji je postao zombi, prodao je pokvarenu verziju eksperimentalne droge Utopijum koja je izazovala pojavu zombija. Iako je kriminalac, u četvrtoj sezoni sezone mu se nudi šansa da postane heroj, tako što će švercovanjem mozgova snabdevati zombije, nakon što vlada odseče isporuke. To dovodi do toga da on u petoj sezoni postane slavan i bogat. Na kraju je izložen kao deo zavere Stejsija Bosa, a nakon čega gubi sve.[8][7]

## Epizode
| Sezona | Sezona | Epizoda | Premijerno emitovanje | Premijerno emitovanje |
| Sezona | Sezona | Epizoda | Početak emitovanja    | Završetak emitovanja  |
| ------ | ------ | ------- | --------------------- | --------------------- |
|        | 1      | 13      | 17. mart 2015.        | 9. jun 2015.          |
|        | 2      | 19      | 6. oktobar 2015.      | 12. april 2016.       |
|        | 3      | 13      | 4. april 2017.        | 27. Jun 2017.         |
|        | 4      | 13      | 26. februar 2018.     | 28. maj 2018.         |
|        | 5      | 13      | 2. maj 2019.          | 1. avgust 2019.       |

## Prijem publike

### Kritički prijem
Prva sezona je uglavnom dobila pozitivne ocene. Na vebsajtu Roten tomejtouz serija je dobila 92% odobravanja, sa srednjom ocenom 7.7/10 na osnovu 51 recenzije. Kritički konsenzus sajta glasi: „Zabavna varijanta zombi trenda, „Ja – zombi” je neočekivano različit, više naklonjen mlađoj populaciji." Metakritik je seriji dodelio ocenu 74 od 100, na osnovu recenzija 30 kritičara, ukazujući na „generalno povoljne kritike.”
Ejmi Retklif iz IGN-a je ocenila prva epizodu ocenom 8.4/10, hvaleći seriju kao „ležeran pogled na zombije” i Rouz Mekajverino tumačenje uloge Liv. LaToja Ferguson je ocenila seriju sa peticom, i izjavila je da bi bilo bolje da se serija odvoji od stripa po kome je rađena. Ona je pohvalila seriju na oštroumnim pošalicama napominjući da „Televizija može jedino postati bolja ako su Tomas i Ruđero-Rajt prisutni na nedeljnom nivou”. Inko Keng iz Dalas Observera je ocenila seriju kao „blistavu, neumorno duhovitu” sa „istaknutom pažnjom za ljudske odnose”, i pohvalila je kao „najviše podcenjenu seriju leta”.
Druga sezona je dobila dosta pozitivnih kritika. Na Roten tomejtouzu dobila je 100% odobravanja na osnovu 14 revizija i srednjom ocenom 8.3-10. Vebsajt je izneo opšti stav koji kaže da je serija „Ja – zombi” promenla brzinu u drugoj sezoni, pomerajući se proceduralno između komedije i drame, dok vešto satirizira moderno društvo duž celog puta".
Treća sezona je dobila još bolje ocene sa rezultatom od 100% odobravanja na sajtu Roten tomejtouz, na osnovu 10 revizija.
Četvrta sezona je dobila slične ocene. Na Roten tomejtouzu je dobila 92% odobravanja, na osnovu 12 krittika, sa prosečnom ocenom 8.13/10.
Peta sezona je Roten tomejtouzu je dobila 71% odobravanja na osnovu 7 kritika.

### Nagrade i nominacije
| Godina | Nagrada                    | Kategorija                                                                   | Primalac                                                                | Rezultat   | Ref.   |
| ------ | -------------------------- | ---------------------------------------------------------------------------- | ----------------------------------------------------------------------- | ---------- | ------ |
| 2015.  | SXSW Filmski Festival      | Epizodijski                                                                  | Dajana Ruđero i Rob Tomasa                                              | Номинација | [ 20 ] |
| 2015.  | MTV fandom nagrade         | Najbolji novi fandom godine                                                  | Ja – zombi                                                              | Освојено   | [ 21 ] |
| 2015.  | Nagrаda Izbor tinejdžera   | Nagrаda Izbor tinejdžera za novu seriju                                      | Ja – zombi                                                              | Номинација | [ 22 ] |
| 2015.  | IGN letnje filmske nagrade | Najbolja TV adaptacija stripa ili knjige                                     | Ja – zombi                                                              | Номинација | [ 23 ] |
| 2016.  | Leo nagrade                | Najbolja kinematografija u dramskoj seriji                                   | Majkl Vejl kao „Zombi-brat“                                             | Номинација | [ 24 ] |
| 2016.  | Leo nagrade                | Najbolja šminka u dramskoj seriji                                            | Amber Trudo, Malin Sjostrom, KorI Roberts i Rebeka Bak za „Method Head" | Освојено   | [ 24 ] |
| 2016.  | Nagrada Izbor tinejdžera   | Nagrada Izbor tinejdžera za naučno fantastičnu seriju                        | Ja – zombi                                                              | Номинација | [ 25 ] |
| 2017.  | Nagrada Izbor tinejdžera   | Nagrada Izbor tinejdžera za najbolju TV glumicu u komediji                   | Rouz Mekajver                                                           | Номинација | [ 26 ] |
| 2018.  | Nagrada Izbor tinejdžera   | Nagrada Izbor tinejdžera za najbolju TV glumicu u naučno-fantastičnoj seriji | Rouz Mekajver                                                           | Номинација | [ 27 ] |
| 2018.  | Nagrada Izbor tinejdžera   | Za naučno-fantastičnu seriju                                                 | Ja – zombi                                                              | Номинација | [ 27 ] |
| 2019.  | Nagrada Izbor tinejdžera   | Za TV glumicu leta                                                           | Rouz Mekajver                                                           | Номинација | [ 28 ] |

## Kućni mediji
| Kompletna sezona | DVD/Blu-rej dani izlaska | DVD/Blu-rej dani izlaska | DVD/Blu-rej dani izlaska | Dodatne informacije                                                                              |
| Kompletna sezona | Regijon 1/A              | Regijon 2/B              | Regijon 4/B              | Dodatne informacije                                                                              |
| ---------------- | ------------------------ | ------------------------ | ------------------------ | ------------------------------------------------------------------------------------------------ |
| 1                | 29. septembar 2015.      | TBA                      | TBA                      | Svaki izlazak sezone sadrži dodatni materijal, koji uključuje obrisane scene i Komik-Kon panele. |
| 2                | 12. jul 2016.            | TBA                      | TBA                      | Svaki izlazak sezone sadrži dodatni materijal, koji uključuje obrisane scene i Komik-Kon panele. |
| 3                | 3. oktobar 2017.         | TBA                      | TBA                      | Svaki izlazak sezone sadrži dodatni materijal, koji uključuje obrisane scene i Komik-Kon panele. |

## Spoljašnje veze
- Званични веб-сајт
- iZombie на веб-сајту  (језик: енглески)